# Somministrazione inalatoria

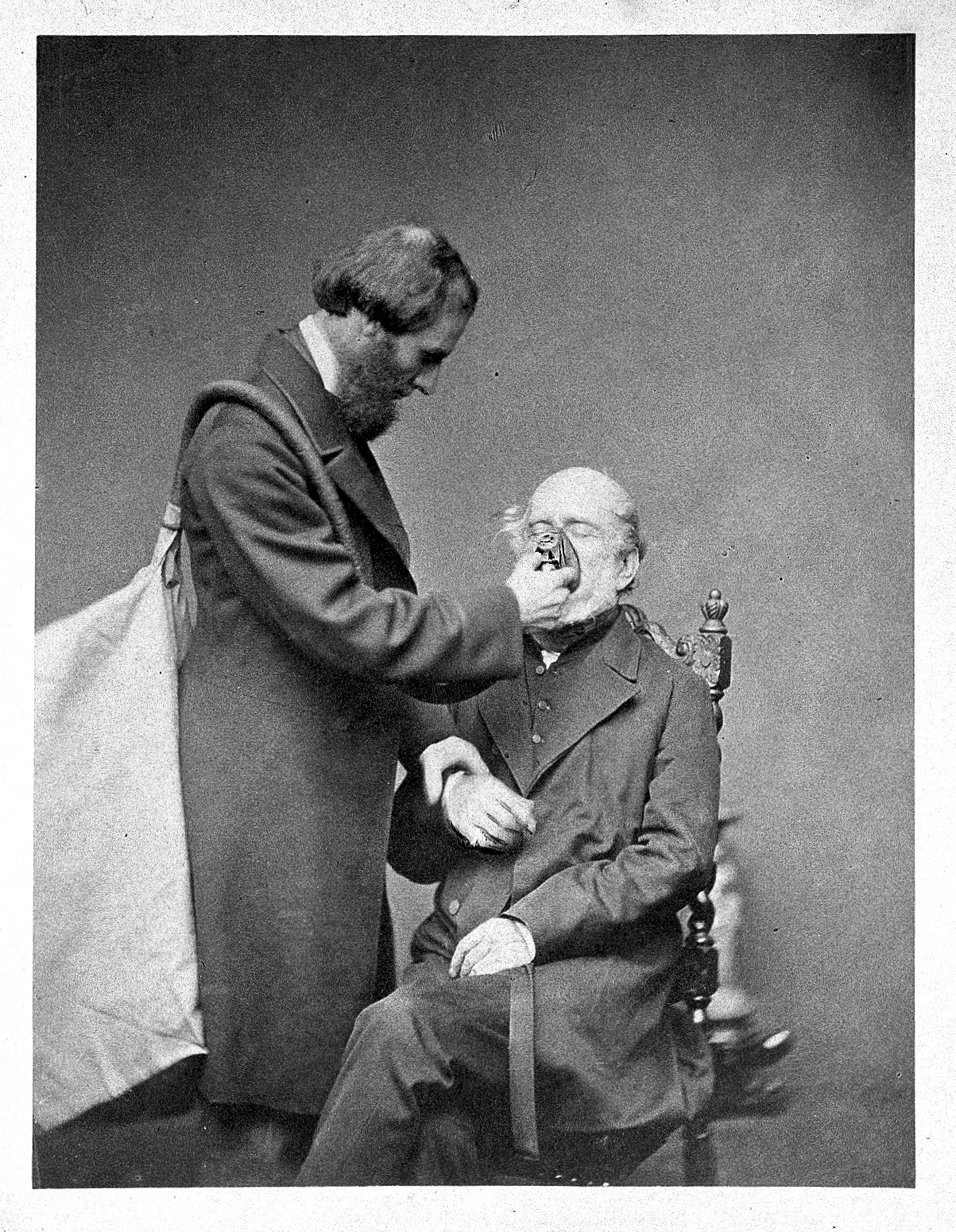
Joseph T. Clover mostra l'uso del suo inalatore di cloroformio (1905)

La somministrazione inalatoria, o via inalatoria dei farmaci, è una modalità di somministrazione di alcuni principi attivi attraverso le vie respiratorie superiori, trachea, bronchi, fino a giungere a livello degli alveoli. È la via attraverso cui vengono eseguite le insufflazioni e la terapia inalatoria basata sulla inalazione di particolari acque termali.

## Anatomia
I bronchi sono le vie aeree che fanno seguito alla trachea. Si riconoscono i bronchi primari, uno per il polmone destro ed uno per il polmone sinistro. I bronchi primari si suddividono in rami di calibro via via inferiore, costituendo l'albero bronchiale. Dagli ultimi bronchi, detti terziari, tramite ulteriori ramificazioni, originano i bronchioli, cui seguono i bronchioli terminali ed infine i respiratori. Questi ultimi sono provvisti di alveoli che si aprono direttamente sulla loro parete. Gli alveoli sono strettamente a contatto con l'endotelio dei capillari sanguigni, ricoperti solo da un unico strato di epitelio sottile, e la brevissima distanza tra le due strutture consente lo scambio gassoso e l'assorbimento di alcune sostanze. La superficie assorbente negli alveoli è estremamente vasta, pari a circa 200 m2.

## Caratteristiche

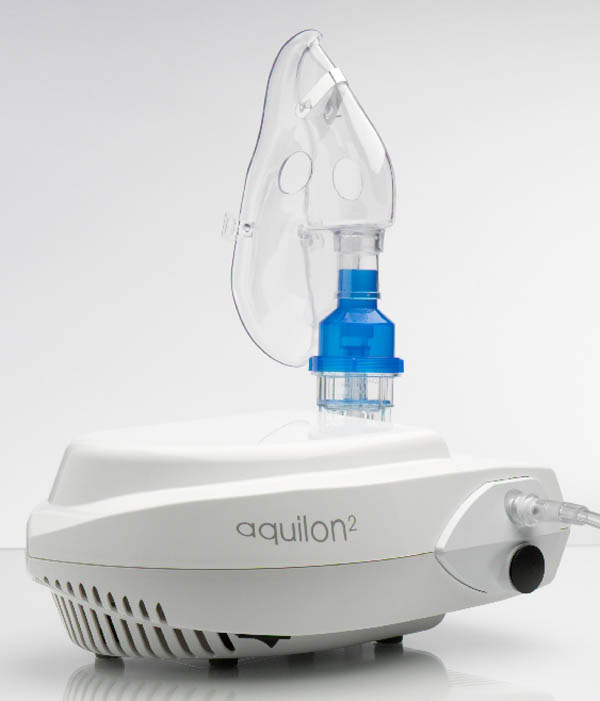
Un moderno nebulizzatore utilizzabile per eseguire una aerosol-terapia

Ricorrendo alla somministrazione di un farmaco per via inalatoria è possibile ottenere sia un'azione locale che un effetto sistemico. A questo proposito discriminante è la dimensione delle particelle.
In caso di particelle di diametro > 5 µm il principio attivo tende a depositarsi sulla mucosa della trachea o dei bronchi, espletando il proprio effetto a questo livello.
Se le particelle hanno diametro < 1-2 µm il principio attivo giunge negli alveoli e viene assorbito ed immesso nel torrente ematico.
I nebulizzatori a jet (pneumatici) e quelli ad ultrasuoni, i due tipi più diffusi sul mercato, differiscono grandemente nella dimensione delle particelle aerosol ottenibili. 
La somministrazione di farmaci per via inalatoria permette di saltare il filtro epatico, viene quindi a mancare il ben noto effetto di primo passaggio.
Una situazione particolare è rappresentata dalla possibilità di veicolare ed assorbire alcuni particolari farmaci che trovano applicazione come anestetici generali gassosi.
In questi casi la velocità dell'effetto anestetico dipende da diversi fattori che comprendono il tipo di gas con cui viene diluito l'anestetico, la ventilazione polmonare del paziente, l'idrosolubilità del gas nel sangue, l'efficienza della perfusione polmonare (perciò della gittata cardiaca) ed infine la solubilità del gas anestetico nei tessuti biologici.

## Vantaggi
- Possibilità di terapia locale e mirata sull'apparato respiratorio
- Efficace anche in caso di malattie che alterano l'assorbimento gastrointestinale
- Minimo addestramento del paziente
- Non è necessaria la presenza di personale addestrato
- Facilità di adesione del paziente al piano terapeutico

## Svantaggi
- Non utilizzabile in soggetti gravemente soporosi o incoscienti
- Necessità di apparecchiatura specifica

## Metodi
La somministrazione di un farmaco per via inalatoria si effettua utilizzando appositi nebulizzatori che vaporizzano il principio attivo oppure lo riducono in piccolissime particelle che sono poi disperse nel gas o nell'aria pompata da un compressore.
Il diametro delle particelle ottenute dalla apparecchiatura per aerosol è di fondamentale importanza. Particelle di dimensione superiore a 5 µm tendono ad arrestarsi a livello delle vie aeree superiori.
Particelle di dimensione inferiore a 1-2 µm possono progredire fino a livello alveolare dove è anche possibile un loro assorbimento.
In anni più recenti, in particolare per pazienti affetti da broncopneumopatia cronica ostruttiva od asma bronchiale, si è diffuso l'utilizzo di aerosol dosati.